# Élections législatives de 1981 dans les Pyrénées-Atlantiques
Les élections législatives françaises de 1981 dans les Pyrénées-Atlantiques se déroulent les 14 et 21 juin 1981.

## Élus
| Circonscription | Député sortant                                | Parti | Parti | Député élu ou réélu  | Parti | Parti |
| --------------- | --------------------------------------------- | ----- | ----- | -------------------- | ----- | ----- |
| 1re             | André Labarrère                               |       | PS    | André Labarrère      |       | PS    |
| 2e              | Auguste Cazalet suppléant de Maurice Plantier |       | RPR   | Henri Prat           |       | PS    |
| 3e              | Michel Inchauspé                              |       | RPR   | Michel Inchauspé     |       | RPR   |
| 4e              | Bernard Marie                                 |       | RPR   | Jean-Pierre Destrade |       | PS    |

## Positionnement des partis
Le Parti socialiste et le Parti communiste, sous l'étiquette « majorité d'union de la gauche », se présentent dans les quatre circonscriptions. Il en est de même pour la majorité sortante, réunie dans l'Union pour la nouvelle majorité, qui soutient elle aussi des candidats dans l'ensemble des circonscriptions. 
Dans les circonscriptions de Pau (1re) et Bayonne (4e), l'UDF présente deux candidats, qui bénéficient du soutien de l'UNM.
Quant aux écologistes d'« Aujourd'hui l'écologie », proches de l'ex-candidat à la présidentielle Brice Lalonde, ils se présentent dans la première circonscription et celle d'Oloron-Sainte-Marie (2e).

## Résultats

### Résultats à l'échelle du département
| Parti          | Parti                                      | Premier tour | Premier tour | Second tour | Second tour | Sièges |
| Parti          | Parti                                      | Voix         | %            | Voix        | %           | Sièges |
| -------------- | ------------------------------------------ | ------------ | ------------ | ----------- | ----------- | ------ |
|                | Parti socialiste                           | 119 837      | 42,27        | 147 112     | 55,97       | 3      |
|                | Parti communiste français                  | 25 074       | 8,84         |             |             | 0      |
|                | Majorité présidentielle                    | 144 911      | 51,11        | 147 112     | 55,97       | 3      |
|                |                                            |              |              |             |             |        |
|                | Rassemblement pour la République           | 106 330      | 37,50        | 115 743     | 44,03       | 1      |
|                | Union pour la démocratie française         | 27 314       | 9,63         |             |             | 0      |
|                | Union pour la nouvelle majorité            | 133 644      | 47,14        | 115 743     | 44,03       | 1      |
|                |                                            |              |              |             |             |        |
|                | Divers écologiste (Aujourd'hui l'écologie) | 4 443        | 1,57         |             |             | 0      |
|                | Divers gauche (Pour une gauche nouvelle)   | 535          | 0,19         | 0           |             |        |
|                |                                            |              |              |             |             |        |
| Inscrits       | Inscrits                                   | 391 765      | 100,00       | 337 176     | 100,00      | 4      |
| Abstentions    | Abstentions                                | 104 704      | 26,73        | 70 368      | 20,87       |        |
| Votants        | Votants                                    | 287 061      | 73,27        | 266 808     | 79,13       |        |
| Blancs et nuls | Blancs et nuls                             | 3 528        | 1,23         | 3 953       | 1,48        |        |
| Exprimés       | Exprimés                                   | 283 533      | 98,77        | 262 855     | 98,52       |        |

### Résultats par circonscription

#### Première circonscription (Pau)
| Candidat       | Candidat                      | Parti          | Premier tour | Premier tour | Second tour | Second tour |  |
| Candidat       | Candidat                      | Parti          | Voix         | %            | Voix        | %           |  |
| -------------- | ----------------------------- | -------------- | ------------ | ------------ | ----------- | ----------- |  |
|                | André Labarrère sortant réélu | PS             | 46 658       | 49,41        | 59 794      | 58,99       |  |
|                | Jean Gougy                    | RPR (UNM)      | 23 914       | 25,32        | 41 574      | 41,01       |  |
|                | François Bayrou               | UDF (CDS)      | 15 119       | 16,01        |             |             |  |
|                | Bernard Ferrer                | PCF            | 5 879        | 6,23         |             |             |  |
|                | Michel Hausard                | MÉP            | 2 331        | 2,47         |             |             |  |
|                | Jean-Michel Cazalet           | Divers gauche  | 535          | 0,57         |             |             |  |
|                |                               |                |              |              |             |             |  |
| Inscrits       | Inscrits                      | Inscrits       | 130 542      | 100,00       | 130 517     | 100,00      |  |
| Abstentions    | Abstentions                   | Abstentions    | 35 293       | 27,04        | 27 676      | 21,2        |  |
| Votants        | Votants                       | Votants        | 95 249       | 72,96        | 102 841     | 78,8        |  |
| Blancs et nuls | Blancs et nuls                | Blancs et nuls | 813          | 0,85         | 1 473       | 1,43        |  |
| Exprimés       | Exprimés                      | Exprimés       | 94 436       | 99,15        | 101 368     | 98,57       |  |

#### Deuxième circonscription (Oloron-Sainte-Marie)
| Candidat       | Candidat                | Parti          | Premier tour | Premier tour | Second tour | Second tour |  |
| Candidat       | Candidat                | Parti          | Voix         | %            | Voix        | %           |  |
| -------------- | ----------------------- | -------------- | ------------ | ------------ | ----------- | ----------- |  |
|                | Auguste Cazalet sortant | RPR (UNM)      | 28 618       | 43,14        | 32 526      | 45,46       |  |
|                | Henri Prat élu          | PS             | 27 493       | 41,45        | 39 015      | 54,54       |  |
|                | Michel Martin           | PCF            | 8 113        | 12,23        |             |             |  |
|                | Jean-Marc Carité        | MÉP            | 2 112        | 3,18         |             |             |  |
|                |                         |                |              |              |             |             |  |
| Inscrits       | Inscrits                | Inscrits       | 88 703       | 100,00       | 88 695      | 100,00      |  |
| Abstentions    | Abstentions             | Abstentions    | 21 549       | 24,29        | 16 081      | 18,13       |  |
| Votants        | Votants                 | Votants        | 67 154       | 75,71        | 72 614      | 81,87       |  |
| Blancs et nuls | Blancs et nuls          | Blancs et nuls | 818          | 1,22         | 1 073       | 1,48        |  |
| Exprimés       | Exprimés                | Exprimés       | 66 336       | 98,78        | 71 541      | 98,52       |  |

#### Troisième circonscription (Mauléon-Licharre)
|                | Michel Inchauspé sortant réélu | RPR (UNM)      | 24 380 | 62,66  |  |  |  |
|                | François Maïtia                | PS             | 12 593 | 32,37  |  |  |  |
|                | Louis Labadot                  | PCF            | 1 934  | 4,97   |  |  |  |
|                |                                |                |        |        |  |  |  |
| Inscrits       | Inscrits                       | Inscrits       | 54 535 | 100,00 |  |  |  |
| Abstentions    | Abstentions                    | Abstentions    | 14 637 | 26,84  |  |  |  |
| Votants        | Votants                        | Votants        | 39 898 | 73,16  |  |  |  |
| Blancs et nuls | Blancs et nuls                 | Blancs et nuls | 991    | 2,48   |  |  |  |
| Exprimés       | Exprimés                       | Exprimés       | 38 907 | 97,52  |  |  |  |

#### Quatrième circonscription (Bayonne)
| Candidat       | Candidat                 | Parti          | Premier tour | Premier tour | Second tour | Second tour |  |
| Candidat       | Candidat                 | Parti          | Voix         | %            | Voix        | %           |  |
| -------------- | ------------------------ | -------------- | ------------ | ------------ | ----------- | ----------- |  |
|                | Jean-Pierre Destrade élu | PS             | 33 093       | 39,47        | 48 303      | 53,70       |  |
|                | Bernard Marie sortant    | RPR (UNM)      | 29 418       | 35,08        | 41 643      | 46,30       |  |
|                | Thierry Moulonguet       | UDF (PR)       | 12 195       | 14,54        |             |             |  |
|                | Henri Lagarde            | PCF            | 9 148        | 10,91        |             |             |  |
|                |                          |                |              |              |             |             |  |
| Inscrits       | Inscrits                 | Inscrits       | 117 985      | 100,00       | 117 964     | 100,00      |  |
| Abstentions    | Abstentions              | Abstentions    | 33 225       | 28,16        | 26 611      | 22,56       |  |
| Votants        | Votants                  | Votants        | 84 760       | 71,84        | 91 353      | 77,44       |  |
| Blancs et nuls | Blancs et nuls           | Blancs et nuls | 906          | 1,07         | 1 407       | 1,54        |  |
| Exprimés       | Exprimés                 | Exprimés       | 83 854       | 98,93        | 89 946      | 98,46       |  |